# Don Diego de Ibarra
Ne doit pas être confondu avec Diego de Ibarra.
Don Diego de Ibarra est un amiral de l'armée espagnole tué lors de la bataille navale de Palerme en 1676.
Officier supérieur de l'armée espagnole au service des rois Philippe II d'Espagne puis de Philippe III d'Espagne. Il combattit pour la Ligue catholique dans les Pays-Bas espagnols, ainsi qu'en France lors des guerres de Religion contre les forces royales du roi Henri IV de France qui font le siège de Paris.
En février 1591, Don Diego de Ibarra et Jean-Baptiste II de Taxis entrent dans Paris à la tête d'une armée d’Espagnols et de Napolitains.
Commandant les troupes espagnoles avec l'amiral Jan den Haen lors de la bataille navale de Palerme, il est tué face à la ville de Palerme en 1676.